# Skördemöss
Skördemöss (Reithrodontomys) är ett släkte i familjen hamsterartade gnagare med omkring 20 arter som förekommer i Amerika.

## Utseende
Arterna påminner om möss (Mus) från gamla världen men är inte närmare släkt med dem. Individerna når en längd (huvud och bål) mellan 5 och 14,5 cm samt en svanslängd av 4,5 till 11,5 cm. Vikten ligger mellan 6 och 20 gram. Pälsens färg på ovansidan varierar mellan rödbrun, grå och svart. Buken är ljusgrå till vitaktig. Svansen är glest täckt med hår och ljusare på undersidan. Vuxna individer byter varje år päls. Öronen är jämförelsevis stora och alltid synlig utanför pälsen.

## Utbredning och habitat
Skördemöss förekommer från Kanada och norra USA över Centralamerika till Colombia och Ecuador. De vistas huvudsakligen i gräsmarker men hittas även i fuktiga skogar, torra saltstäpper och i bergstrakter vid trädgränsen.

## Ekologi
Arterna är främst aktiva på natten. På dagen vilar de i självbyggda klotrunda bon av gräs och andra växtdelar. Boet har en diameter mellan 15 och 18 cm och placeras i mindre träd eller buskar. Födan utgörs främst av frön och unga växtskott samt i viss mån av insekter.
Honor kan para sig hela året, undantaget är individer som lever i regioner med mycket kalla vintrar. Efter dräktigheten som varar 21 till 24 dagar föds en till nio ungar. Ungarna lämnar boet efter tre veckor för första gången och hos vissa arter kan unga honor para sig 17 veckor efter födelsen. Bara ett fåtal individer lever längre än ett år, vanligen blir de 18 månader gamla.

## Skördemöss och människor
Skördemöss betraktas vanligen inte som skadedjur. Arter som ställer större anspråk på utbredningsområdet eller som lever i en begränsad region är hotade i beståndet. Andra arter som R. megalotis gynnades av skogsavverkningen.

## Systematik
Enligt Wilson & Reeder (2005) utgörs släktet av 20 arter fördelade på två undersläkten men antalet arter är omstridd.
- Undersläkte Reithrodontomys
  - Reithrodontomys burti lever i nordvästra Mexiko (Sinaloa och Sonora).
  - Reithrodontomys chrysopsis hittas i centrala Mexiko.
  - Reithrodontomys fulvescens förekommer från södra USA (Arizona till Mississippi) till Nicaragua.
  - Reithrodontomys hirsutus har ett mindre utbredningsområde i västra Mexiko.
  - Reithrodontomys humulis lever i östra USA (från Oklahoma till Florida och Maryland).
  - Västlig skördemus (Reithrodontomys megalotis) hittas från sydvästra Kanada över västra USA till södra Mexiko.
  - Reithrodontomys montanus påträffas i Great Plains i USA.
  - Kärrskördemus (Reithrodontomys raviventris) förekommer i ett mindre område nära San Francisco och är anpassade till saltängar. Den kan till och med dricka saltvatten. IUCN listar arten som starkt hotad (EN).
  - Reithrodontomys sumichrasti lever i Centralamerikas högland från Mexiko till Panama.
  - Reithrodontomys zacatecae hittas i västra Mexiko.
- Undersläkte Aporodon
  - Reithrodontomys bakeri, lever i västra Mexiko.
  - Reithrodontomys brevirostris påträffas i Nicaragua och Costa Rica.
  - Reithrodontomys creper förekommer i Panama och Costa Rica.
  - Reithrodontomys darienensis är bara känd från östra Panama och lever möjligen även i Colombia.
  - Reithrodontomys gracilis hittas på halvön Yucatán och i Costa Rica.
  - Reithrodontomys mexicanus har ett utbredningsområde från Mexiko till Ecuador.
  - Reithrodontomys microdon påträffas ifrån varandra skilda områden i Mexiko och Guatemala.
  - Reithrodontomys musseri, förekommer i Costa Rica.
  - Reithrodontomys paradoxus lever i Costa Rica och Nicaragua.
  - Reithrodontomys rodriguezi är bara känd från västra Costa Rica.
  - Reithrodontomys spectabilis är endemisk för ön Cozumel i Mexikanska golfen. Den listas som akut hotad (CR).
  - Reithrodontomys tenuirostris hittas i södra Mexiko och Guatemala.